# Сеса Аурунка
Сеса Аурунка (на италиански: Sessa Aurunca) e град и община в региона Кампания, провинция Казерта, Южна Италия. Намира се на 40 км северозападно от Казерта и има 21 252 жители (1 декември 2017 г.).
През древността се казва Суеса Аврунка (Suessa Aurunca) и се е намирал в страната на аврунките.
Оттук произлиза фамилията Луцилии.